# Konsztandínosz Cimíkasz
Konsztandínosz Cimíkasz (Thesszaloniki, 1996. május 12. –) görög válogatott labdarúgó, a Liverpool játékosa. Hátvéd.

## Pályafutása

### Klubcsapatokban

#### Kezdeti évek
Cimíkasz Thesszalonikiban született, Lefkonász falujából származik. Pályafutását a helyi csapatban kezdte. Tizennégy éves korában a Neapoli Thesszalonikiban folytatta pályafutását. 2013-ban a görög másodosztályban szereplő Panszeraikószba szerződött, ahol a 2013–14-es szezonban öt gólt szerzett a klub színeiben.

#### Olimbiakósz
2015. szeptember 19-én debütált az Olimbiakószban a Super League-ben egy AEL Kalloni elleni bajnoki mérkőzésen.
Pedro Martins több kölcsönben töltött időszak után 2018–19-es szezonban már számított a hátvéd játékára, így Cimíkasz maradt a pireuszi csapatnál. 2018 novemberében beválasztották az Európa-liga aktuális fordulójának csapatába. 2018 végén Leonardo Kútrisz kiszorította őt a kezdőcsapatból, ám a klub vezetősége ennek ellenére új szerződést kínáltak, ami 2023 nyaráig szólt.

#### Esbjerg (kölcsönben)
2016 december 28-án az Olimbiakósz kölcsönadta őt a Superligaenben szereplő Esbjerg csapatának a 2016-17-es szezon végéig. 2017. február 17-én debütált egy a SønderjyskE ellen 3-0-ra megnyert bajnokin, ahol góllal mutatkozott be, majd a szezon végén 13 mérkőzés után távozott a csapattól.

#### Willem II (kölcsönben)
2017. június 30-án Cimíkasz újabb kölcsönszerődést írt alá, ezúttal a holland Willem II csapatával. A 2017–2018-as szezonban alapember volt a holland klubnál, ugyanis a szezon 34 mérkőzéséből 32-szer került be a kezdőcsapatba, ezeken a mérkőzéseken pedig háromszor is betalált az ellenfél kapujába. A KNVB-kupa negyeddöntőjében egy szabadrúgás góllal hosszabbításra mentette a csapatot, majd büntetőkkel a Willem II kiejtette a Roda csapatát. Az Utrecht elleni ollózó góljával megnyerte a Voetbal International szavazásán a hónap gólja címet.

#### Liverpool
2020. augusztus 10-én ötéves szerződést írt alá az angol Liverpoollal. Sajtóhírek szerint az angol klub 11,75 millió euróért szerezte meg az Olimbiakósztól. Szotírisz Kirjiákosz után ő lett a klub második görög labdarúgója. Szeptember 24-én debütált a Lincoln City elleni ligakupa mérkőzésen.

### A válogatottban
2018 októberben megkapta az első meghívóját a  görög válogatottba a 2018–2019-es UEFA Nemzetek Ligája mérkőzéseire. Október 12-én debütált hazai pályán a magyar válogatott ellen, ahol gólpasszt adott Kósztasz Mítroglunak.

## Statisztika

### Klubcsapatokban
2020. augusztus 10-ei adatok szerint.
|                     |                |                |               |           |               |      |               |          |               |              |               |       |               |          |
| Klub                | Szezon         | Bajnokság      | Bajnokság     | Bajnokság | Kupa          | Kupa | Ligakupa      | Ligakupa | Európai kupa  | Európai kupa | Egyéb         | Egyéb | Összesen      | Összesen |
| Klub                | Szezon         | Bajnokság      | Pályára lépés | Gól       | Pályára lépés | Gól  | Pályára lépés | Gól      | Pályára lépés | Gól          | Pályára lépés | Gól   | Pályára lépés | Gól      |
| Olympiacos          | 2015–16        | Superleague    | 3             | 0         | 6             | 0    | —             | —        | 0             | 0            | —             | —     | 9             | 0        |
| Olympiacos          | 2016–17        | Superleague    | 1             | 0         | 2             | 0    | —             | —        | 0             | 0            | —             | —     | 3             | 0        |
| Olympiacos          | 2018–19        | Superleague    | 15            | 0         | 4             | 0    | —             | —        | 9             | 0            | —             | —     | 28            | 0        |
| Olympiacos          | 2019–20        | Superleague    | 27            | 0         | 3             | 0    | —             | —        | 16            | 0            | —             | —     | 46            | 0        |
| Olympiacos          | Összes         | Összes         | 46            | 0         | 15            | 0    | —             | —        | 25            | 0            | —             | —     | 86            | 0        |
| Esbjerg (kölcsön)   | 2016–17        | Superligaen    | 9             | 2         | 4             | 0    | —             | —        | —             | —            | —             | —     | 13            | 2        |
| Willem II (Kölcsön) | 2017–18        | Eredivisie     | 33            | 3         | 4             | 3    | —             | —        | —             | —            | —             | —     | 37            | 6        |
| Liverpool           | 2020–21        | Premier League | 0             | 0         | 0             | 0    | 0             | 0        | 0             | 0            | 0             | 0     | 0             | 0        |
| Karrier összes      | Karrier összes | Karrier összes | 88            | 5         | 23            | 3    | 0             | 0        | 25            | 0            | 0             | 0     | 136           | 8        |

### Válogatottban
2021. november 14-i adatok szerint.
|                 |              |     |
| Válogatott      | Pályáralépés | gól |
| Görögország U19 | 13           | 0   |
| Görögország U21 | 16           | 2   |
| Görögország     | 16           | 0   |
| Karrier összes  | 45           | 2   |

## Sikerei, díjai
Olympiacos
- Superleague (2): 2015-16, 2019–20
- Görög kupa (1): 2019–20

## Fordítás
Ez a szócikk részben vagy egészben  a   Kostas Tsimikas című angol Wikipédia-szócikk fordításán alapul.  Az eredeti cikk szerkesztőit annak laptörténete sorolja fel. Ez a jelzés csupán a megfogalmazás eredetét és a szerzői jogokat jelzi, nem szolgál a cikkben szereplő információk forrásmegjelöléseként.